# Унтрасрид
Унтрасрид (нем. Untrasried) — община в Германии, в земле Бавария. 
Подчиняется административному округу Швабия. Входит в состав района Восточный Алльгой.  Население составляет 1528 человек (на 31 декабря 2010 года). Занимает площадь 25,75 км².